# 初到之日
| 题目     | 02 - 初到之日（港譯：首要任務）            |
| 作者     | 克里斯·奇布诺尔                            |
| 导演     | Brian Kelly                                |
| 制片     | Richard Stokes Chris Chibnall (联合制片人) |
| 执行制片 | 拉塞爾·T·戴維斯 Julie Gardner              |
| 剧本编辑 | 異世奇人                                   |
| 集数     | 第一季 第2集                               |
| 长度     | 50 分钟                                    |
| 播出时间 | 2006年10月22日                             |
| 上一集   | "万事皆变"                                 |
| 下一集   | "意念魂器"                                 |

"初到之日"（港譯：首要任務）是英国科幻电视剧火炬木小组的第2集，2006年10月22日在BBC三套上，紧随第1集万事皆变之后播出。

## 概要
Gwen Cooper在火炬木的第一天，就遇到一个气态外星人，它吸收受害者性高潮的能量，然后他们变为灰尘。最后，火炬木小组追踪外星人到了精子银行……

## 情节

一个气态的外星人占据了Carys的身体。

这天是Gwen Cooper加入火炬木小组的第一天。晚上，她和男朋友Rhys在外面吃饭，突然，一颗陨石拖着长长的火焰，呼啸着划过卡迪夫的夜空，坠落在城市郊外。当人们都在街上目瞪口呆地凝视时，Gwen收到一条短信：“火炬木”……准备开工。

## 演员
- Captain Jack Harkness — 约翰·巴洛曼
- Gwen Cooper — Eve Myles（英语：Eve Myles）
- Owen Harper — 伯恩·戈曼
- Toshiko Sato — 森尚子
- Ianto Jones — 加雷思·大衛-勞埃德
- Rhys Williams — 凱·歐文
- Private Moriarty — Adrian Christopher
- Sgt. Johnson — Ross O'Hennessy
- Carys — Sara Lloyd Gregory
- Banksy — Ceri Mears
- Matt — Justin McDonald
- Andy巡察（英语：List of Torchwood minor characters#PC Andy Davidson） — 湯姆·普萊斯
- Ivan Fletcher — Brendan Charleson
- Gavin — Rob Storr
- Eddie Gwynne — Alex Parry
- Bethan — Felicity Rhys
- 接待员 — Naomi Martell
- Weston先生 — Donald Longden

### 关于演员
- 由于在BBC首播时，前两集是连播的，所以在结尾的演员名单中还有Indira Varma饰演Suzie Costello。不过她只出现在第1集"万事皆变"中。

## 上下衔接
- 基地里保存的手最初出现是在神秘博士中的"圣诞入侵"一集中。[1]当Jack抚摸这只手时，背景音乐也在神秘博士中出现过。
- Jack所用的分析地图的仪器很像神秘博士用的音速螺丝起（英语：sonic screwdriver），唯一不同的是博士用的里面发蓝光，而Jack用的发绿光。
- 本剧中的蓝色能量网很像在神秘博士空灵小孩一集中所用来救Rose（英语：Rose Tyler）的能量网，同时还出现在博士起舞一集里，用来阻止炸弹。
- Jack最后好像是将生命的气息给了Carys，正如在神秘博士中 "背水一戰"一集里，Rose对Jack做的一样。同样，博士在"賽博人的崛起"一集中也对时空飞船TARDIS之心做过。
- 在神秘博士中"牙與爪"一集中出现的火炬木研究院（英语：Torchwood Institute#1879.E2.80.932006）的图片可以在基地的背景中看到。
- 本集中的外星人没有过一个正式的名字。不过在火炬木揭秘(Torchwood Declassified) 中，创作人拉塞爾·T·戴維斯把它叫做 "性爱怪物（英语：List of Torchwood monsters and aliens#Sex gas）"或者 "气态性高潮吞噬怪"（sex gas orgasm eating monster）.

## 创作
- 本集在拍摄时的曾用名“新丁女孩” （New Girl）。[2]
- 本集某些场景是在Creation夜总会和卡迪夫威尔士学院大学的Colchester Avenue校区 拍摄的。

### 音乐
- 当Gwen和其男友Rhys在保龄球场时的背景音乐是由凱撒首領演唱的song "Saturday Night"。当Carys逃离火炬木的追捕后，在大街上闲逛时的背景音乐是Goldfrapp（英语：Goldfrapp）演唱的 "Ooh La La。